# Steve Erickson
Steven Michael Erickson (* 20. April 1950 in Granada Hills, Los Angeles) ist ein US-amerikanischer Schriftsteller, Essayist und Kritiker.
Erickson schreibt regelmäßig für verschiedenen Zeitschriften, u. a. Esquire, Elle und Rolling Stone. Zurzeit ist er Lehrer beim CalArts-MFA-Literaturprogramm und Herausgeber des Literaturmagazins Black Clock, das von CalArts gefördert wird. Hier veröffentlichen u. a. David Foster Wallace, Richard Powers, Samuel R. Delany, Greil Marcus, William T. Vollmann, Don DeLillo, und andere bekannte US-amerikanische Schriftsteller.

## Literarischer Stil
Hintergrund seiner Bücher ist fast immer seine Heimatstadt Los Angeles. Seine Bücher entziehen sich einer traditionellen Klassifizierung, weil kein literarisches Genre sie zutreffend beschreibt. Sie bewegen sich zumeist an den Grenzen von Science Fiction, Fantasy, Surrealismus oder Magischem Realismus.

## Auszeichnungen
- British Fantasy Society Best Novel nominee (1997): Amnesiascope
- British Fantasy Society Best Novel nominee (1999): The Sea Came in at Midnight
- 2014: Lannan Lifetime Achievement Award

## Bibliografie

### Romane
- Days Between Stations (1985)
- Rubicon Beach (1986) 
  - dt.: Rubicon Beach. Roman, Rowohlt Taschenbuchverlag 1988, ISBN 3-499-12274-X
- Tours of the Black Clock (1989)
- Arc d'X (1993)
- Amnesiascope (1996)
- The Sea Came In At Midnight (1999) 
  - dt.: Das Meer kam um Mitternacht, S. Fischer 2002, ISBN 3-10-017020-2
- Our Ecstatic Days (2005)
- Zeroville (2007)
  - 2017 verfilmt von James Franco und 2019 veröffentlicht als Zeroville

### Reportagen
- Leap Year (1989)
- American Nomad (1997)